# Star Trek: Discovery/Staffel 5
In der fünften Staffel (2024) der US-Fernsehserie Star Trek: Discovery muss die Besatzung der USS Discovery über 900 Jahre nach den Ereignissen von Raumschiff Enterprise ein Rätsel aus der Vergangenheit lösen.
Diese letzte Staffel der Serie
wurde im Januar 2022 offiziell angekündigt und von CBS-Studios in Zusammenarbeit mit Secret Hideout und Roddenberry Entertainment produziert, wobei Alex Kurtzman und Michelle Paradise als Showrunner fungieren.
Die Dreharbeiten fanden zwischen Juni und November 2022 in Toronto statt.
Die Staffel feierte am 4. April 2024 auf dem Streaming-Dienst Paramount+ Premiere und endete am 30. Mai 2024 mit der letzten Folge.

## Episoden
| Nr. (ges.) | Nr. (St.) | Deutscher Titel           | Originaltitel        | Erstveröffentlichung USA | Deutschsprachige Erstveröffentlichung (D-A-CH) | Regie                 | Drehbuch                           |
| --- | --------- | ------------------------- | -------------------- | ------------------------ | ---------------------------------------------- | --------------------- | ---------------------------------- |
| 56 | 1         | Die Rote Direktive        | Red Directive        | 4. Apr. 2024             | 4. Apr. 2024                                   | Olatunde Osunsanmi    | Michelle Paradise                  |
| Im 32. Jahrhundert erhalten Captain Michael Burnham und die Besatzung der USS Discovery von dem mysteriösen Dr. Kovich den streng geheimen Auftrag („Rote Direktive“), ein 800 Jahre altes romulanisches Wissenschaftsschiff im Beta-Quadranten zu untersuchen. Als sie dort ankommen, sind die Kuriere Moll und L'ak gerade dabei, etwas vom Schiff zu entwenden und diese entkommen mit ihrem Schiff. Kovich bittet Cleveland „Book“ Booker – ehemals ein Kurier und Burnhams romantischer Partner, der wegen Verbrechen gegen die Vereinigte Föderation der Planeten Familien hilft, die durch die DMA geschädigt wurden – um Hilfe bei der Suche nach Moll und L'ak. Er führt die Discovery und die USS Antares zum Planeten Q'mau. Dort treffen Moll und L'ak auf einen alten Androiden namens Fred, der ihnen verrät, dass es sich bei dem Objekt um eine traditionelle romulanische Rätselbox mit einem enthaltenen Tagebuch handelt. Sie töten Fred und fliehen mit dem Tagebuch. Burnham, Book und Antares-Captain Rayner verfolgen die Kuriere und Rayner löst versehentlich eine große Lawine aus, die eine nahe gelegene Stadt bedroht. Burnham setzt die Schilde der Discovery und der Antares ein, um die Stadt zu retten, Moll und L'ak entkommen derweil. Später enthüllt Kovich, dass das Tagebuch einem Dr. Vellek gehörte, der zu einem Team von Wissenschaftlern aus dem 24. Jahrhundert gehörte, die die Technologie fanden, mit der die Urhumanoiden, auch Progenitoren genannt, die Galaxie mit humanoidem Leben besiedelt haben. |           |                           |                      |                          |                                                |                       |                                    |
| 57 | 2         | Unter den Zwillingsmonden | Under the Twin Moons | 4. Apr. 2024             | 4. Apr. 2024                                   | Douglas Aarniokoski   | Alan McElroy                       |
| Nach seinen risikobehafteten Aktionen auf Q'mau wird Rayner von Föderationspräsidentin Laira Rillak vor ein Disziplinarverfahren gestellt, da sie der Meinung ist, dass Rayners Rücksichtslosigkeit für die Sternenflotte in Friedenszeiten nicht geeignet ist. Mit Hilfe von Bildern des Tagebuchs, das sie aus Freds Gedächtnis geholt haben, reisen Burnham und die Discovery zu dem unbewohnten Begräbnisplaneten Lyrek, wo sie die Progenitor-Technologie oder einen Hinweis darauf vermuten. Burnham und ihr Erster Offizier Saru – er ist auf seiner letzten Mission mit der Discovery, bevor er Botschafter der Föderation wird, um seiner Verlobten, der Ni'Var-Präsidentin T'Rina, näher zu sein – begeben sich nach Lyrek und deaktivieren ein automatisches Verteidigungssystem mit einem elektromagnetischen Impuls. Book kontaktiert Moll und L'ak, indem er sich als ein anderer Kurier ausgibt, und erfährt, dass Moll Malinne ist, die Tochter seines Mentors und Namensvetters Cleveland Booker IV. Burnham und Saru finden ein Stück einer Karte und stellen fest, dass die beiden Kuriere auf dem Weg nach Betazed sind, obwohl der nächste Hinweis tatsächlich auf Trill liegt. Als Burnham erfährt, dass Rayner aufgefordert wurde, aus der Sternenflotte auszutreten, bietet sie ihm eine zweite Chance als ihr neuer Erster Offizier an. |           |                           |                      |                          |                                                |                       |                                    |
| 58 | 3         | Jinaal                    | Jinaal               | 11. Apr. 2024            | 11. Apr. 2024                                  | Andi Armaganian       | Kyle Jarrow & Lauren Wilkinson     |
| Saru hat mit seiner neuen Aufgabe der Politik zu kämpfen, Rayner lernt widerwillig die Crew der Discovery kennen und Burnham reist mit Book, Dr. Hugh Culber und Fähnrich Adira Tal, die ihren Freund Gray wiedertrifft, nach Trill. Adira und Gray beschließen, sich zu trennen, da ihr Leben in unterschiedliche Richtungen verläuft. Das Team trifft auf den Wirt des Trill-Symbionten Bix, dessen früherer Wirt Jinaal ein Mitglied des Wissenschaftlerteams des 24. Jahrhunderts war. Culber bietet an, Jinaals Bewusstsein vorübergehend in seinen Körper zu übertragen, damit Jinaal Burnham und Book zum nächsten Anhaltspunkt führen kann. Er führt sie in die Wildnis, wo sie von mehreren großen Kreaturen angegriffen werden. Book erkennt, dass die Kreaturen ihr Nest verteidigen, und setzt seine empathischen Fähigkeiten ein, um sie zu beruhigen. Jinaal erklärt, dass die Wissenschaftler die Technologie und die Teile der Karte versteckt haben, damit sie erst gefunden werden, wenn sich jemand, der dieser Macht würdig ist, auf die Suche danach macht. Er gibt ihnen sein Stück der Karte und die Koordinaten für das nächste Stück. Culber ist erschüttert von dieser Erfahrung, die er am eigenen Leib erfahren hat. Moll verfolgte die Discovery heimlich nach Trill und platziert dort eine Zeitspinne, ein Überbleibsel aus den Temporalen Kriegen, auf Adira. |           |                           |                      |                          |                                                |                       |                                    |
| 59 | 4         | Die Zeitspinne            | Face the Strange     | 18. Apr. 2024            | 18. Apr. 2024                                  | Lee Rose              | Sean Cochran                       |
| Als die Discovery bei den Koordinaten des nächsten Hinweises ankommt, wird die Zeitspinne aktiviert und hält sie in einem Zyklus von Zeitsprüngen gefangen. Burnham und Rayner beamten gerade, als die Zeitspinne aktiviert wurde und sind sich deshalb der Geschehnisse bewusst, während Chefingenieur Paul Stamets aufgrund seiner einzigartigen DNA ebenfalls weiß, was geschieht. Die drei springen durch verschiedene Perioden in der Geschichte des Raumschiffes, einschließlich der Zeit, in der es sich im Bau befand, dem Kampf gegen die bösartige KI Control, der Reise vom 23. ins 32. Jahrhundert, der Entführung durch Osyraa und einer möglichen Zukunft, in der Moll und L'ak die Technologie der Progenitoren gefunden haben und sie von den Breen benutzt wurde, um die Föderation zu vernichten. Sie überredet die Besatzung, ihr, Rayner und Stamets zu helfen, den Zyklus zu durchbrechen und in die richtige Zeit zurückzukehren, wobei sie mit ihrem meuternden jüngeren Ich konfrontiert wird. Dadurch, dass sie im Zeitzyklus festsitzen, haben Moll und L'ak einen Vorsprung von sechs Stunden auf den nächsten Hinweis. |           |                           |                      |                          |                                                |                       |                                    |
| 60 | 5         | Spiegel                   | Mirrors              | 25. Apr. 2024            | 25. Apr. 2024                                  | Jen McGowan           | Johanna Lee & Carlos Cisco         |
| Moll und L'ak sind in ein instabiles Wurmloch geraten. Burnham und Book fliegen mit einem Shuttle hinein und finden die Trümmer von Molls und L'aks Schiff neben der ISS Enterprise, einer alternativen Version der USS Enterprise aus dem Spiegeluniversum. Das Schiff wurde von Flüchtlingen in dieses Universum gebracht, die vor dem rücksichtslosen Terranischen Imperium geflohen waren. Einer der Flüchtlinge schloss sich dem Wissenschaftlerteam des 24. Jahrhunderts an. Sie hat ihr Stück der Karte auf dem Schiff versteckt, das Burnham zusammen mit dem nächsten Hinweis wiederfindet. Book versucht, Moll mit seiner Verbindung zu ihrem Vater zur Vernunft zu bringen, aber sie ist nicht überzeugt, weil ihr Vater sie als Kind verlassen hat. Burnham und Book appellieren an die Liebe von Moll und L'ak zueinander, aber L'ak enthüllt, dass ein „Erigah“-Kopfgeld auf sie ausgesetzt ist, weil er sein Volk, die Breen, verraten hat, um mit Moll zusammen zu sein. Sie hoffen, die Technologie der Progenitoren zu verkaufen, um dem Kopfgeld zu entgehen und in eine friedliche Kolonie im Gamma-Quadranten zu ziehen. Moll koppelt versehentlich das Shuttle ab und zwingt Burnham und Book, die Enterprise mit Hilfe von Rayner und der Crew der Discovery aus dem Wurmloch zu steuern. Moll und L'ak entkommen in einem terranischen Kriegspod. |           |                           |                      |                          |                                                |                       |                                    |
| 61 | 6         | Die Pfeifsprache          | Whistlespeak         | 2. Mai 2024              | 2. Mai 2024                                    | Christopher J. Byrne  | Kenneth Lin & Brandon A. Schultz   |
| Kovich identifiziert die fünf Wissenschaftler (Jinnal Bix, Carmen Cho, Marina Derex, Hitoroshi Kreel und Vellek), die die Kartenteile versteckt haben, so dass die Discovery feststellen kann, dass der nächste Hinweis auf einen denobulanischen Wetterturm auf Halem'no verweist, der tödliche Sandstürme abhält und für Regen sorgt. Der Turm ist als Berg getarnt, um die fortschrittliche Technologie vor den Halem'niten zu verbergen, einer Prä-Warp-Gesellschaft, in die man sich gemäß der Obersten Direktive der Sternenflotte nicht einmischen sollte. Diese besitzen auch eine besondere Pfeifsprache, um über größere Distanzen zu kommunizieren. Burnham und Sylvia Tilly schließen sich den Halem'niten an. Mit Hilfe von Adira repariert Burnham die defekte Schalttafel des Turms, während Tilly an einem Wettrennen teilnimmt, um Zugang zum Turm zu erhalten. Sie und eine Halem'nitenfrau, Ravah, gewinnen das Rennen und werden als Opfer für die Götter der Halem'niten in den Turm gesperrt. Burnham verstößt gegen die Oberste Direktive, um sie zu befreien und den Halem'niten zu offenbaren, dass der Turm eine fortschrittliche Technologie ist, die keine Opfer erfordert. Sie holen sich das Kartenstück und den nächsten Hinweis, bevor sie erfahren, dass Moll und L'ak gefunden wurden. In der Zwischenzeit erhält Culber Hilfe von Stamets und Book, während er darum kämpft, die Auswirkungen der Erfahrung des geteilten Körpers auf seine Spiritualität zu bewältigen. |           |                           |                      |                          |                                                |                       |                                    |
| 62 | 7         | Erigah                    | Erigah               | 9. Mai 2024              | 9. Mai 2024                                    | Jon Dudkowski         | M. Raven Metzner                   |
| Culber versucht, den bei der Konfrontation mit der ISS Enterprise verletzten L'ak zu behandeln, ist aber mit der Physiologie der Breen nicht vertraut. Primarch Ruhn, der Anführer einer Breen-Fraktion, trifft am Hauptquartier der Föderation ein, um L'ak abzuholen, der sich als Ruhns Neffe und direkter Nachfahre des ehemaligen Breen-Imperators zu erkennen gibt; Ruhn möchte L'ak benutzen, um seinen eigenen Anspruch auf den Thron zu legitimieren. Rayner enthüllt seine Vergangenheit als Überlebender einer Breen-Besetzung seines Heimatplaneten, bei der seine gesamte Familie ums Leben kam. Burnham nutzt diese Informationen, um Ruhn davon zu überzeugen, dass die Entführung von L'ak zu weiteren Konflikten mit anderen Breen-Fraktionen führen würde. L'ak verpasst sich in der Krankenstation eine Überdosis bei einem gescheiterten Versuch, Moll aus dem Gewahrsam zu befreien. Breen-Mediziner helfen ihm auf Burnhams Bitte hin, aber L'ak stirbt und Ruhn erklärt der Föderation den Krieg. Moll offenbart ihm ihre Suche nach der Technologie der Progenitoren, von der sie hofft, dass sie zur Wiederbelebung von L'ak verwendet werden kann. Ruhn nimmt sie mit und bringt die Discovery in einen Wettlauf mit den Breen, um die Technologie zu finden. Stamets, Book, Tilly, Adira und der Ingenieur Jett Reno finden heraus, dass der nächste Hinweis sich auf dem „Ewigen Fundus und Archiv“ in der Region der Badlands befindet. |           |                           |                      |                          |                                                |                       |                                    |
| 63 | 8         | Labyrinthe                | Labyrinths           | 16. Mai 2024             | 16. Mai 2024                                   | Emmanuel Osei-Kuffour | Lauren Wilkinson & Eric J. Robbins |
| Bei der Ankunft der Discovery im Fundus und Archiv führt die geschworene Wächterin Hy'Rell Burnham zu dem Manuskript, das angeblich das letzte Kartenstück enthält. Sie gibt Book auch einen Ableger der kwejianischen Weltwurzel, ein unschätzbares Stück seiner Kultur nach der Zerstörung seines Planeten. Burnham wird in eine Gedankenlandschaftssimulation transportiert, wo sie von einer KI in Form von Book auf ihre Eignung geprüft wird, die Technologie der Progenitoren zu finden, während Book und Rayner angreifende Breen-Truppen abwehren. Burnham gibt schließlich zu, dass sie von ihren Ängsten vor Versagen und Verlust getrieben wird, besteht den Test der KI damit und erfährt so, wo sich das letzte Kartenstück befindet. Sie erhält auch zusätzliche Informationen darüber, wie man auf die Technologie zugreifen kann, wenn man am Zielort der Karte angekommen ist. Nachdem die Discovery die fertige Karte kopiert hat, gibt Burnham sie Ruhn im Austausch für das Versprechen, das Archiv nicht zu zerstören. Die Breen beschießen die Discovery und Burnham täuscht die Zerstörung des Schiffes vor. Ruhn beschließt, das Archiv trotzdem zu zerstören, was einige seiner Anhänger missbilligen. Moll nutzt diese Unzufriedenheit aus und inszeniert eine Meuterei, bei der sie Ruhn tötet und die restlichen Breen hinter ihrem Plan zur Wiederauferstehung von L'ak vereint. |           |                           |                      |                          |                                                |                       |                                    |
| 64 | 9         | Lagrange-Punkt            | Lagrange Point       | 23. Mai 2024             | 23. Mai 2024                                   | Jonathan Frakes       | Sean Cochran & Ari Friedman        |
| Die Discovery trifft am Standort der Technologie der Vorfahren ein und findet ein Behältnis am Lagrange-Punkt zwischen zwei urzeitlichen schwarzen Löchern. Moll und die Breen treffen ebenfalls ein und holen sich das Behältnis vor der Discovery. Burnham plant einen Spezialeinsatz, um das Behältnis aus Molls Dreadnaught zu befreien, während die Breen ein Portal im Inneren des Behältnis entdecken. Nachdem sie von Ruhns Tod erfahren hat, macht sich Primarchin Tahal – eine weitere Anführerin der Breen, die für den Tod von Rayners Familie verantwortlich ist – auf den Weg, um Ruhns Streitkräfte für sich zu beanspruchen; Saru meldet sich freiwillig, um Tahals Streitkräfte abzufangen, in der Hoffnung, sie aufzuhalten und der Discovery Zeit zu verschaffen, die Technologie zu bergen. Burnham geht heimlich mit Book, Adira und dem taktischen Offizier Gen Rhys an Bord des Dreadnoughts. Rhys beschützt Adira, während sie die Schilde des Dreadnoughts ausschalten, während Burnham und Book das Behältnis sichern und über ihre Beziehung sprechen. Als sie entdeckt werden, lässt Burnham die Discovery die Shuttlerampe des Breen-Schiffes rammen, woraufhin alles ins All gezogen wird. Moll, die L'aks Leiche in einem tragbaren Musterpuffer mit sich führt, und Burnham betreten das Portal, bevor es in den Weltraum gezogen und von dem Behältnis gelöst wird. |           |                           |                      |                          |                                                |                       |                                    |
| 65 | 10        | Das Leben an sich         | Life, Itself         | 30. Mai 2024             | 30. Mai 2024                                   | Olatunde Osunsanmi    | Kyle Jarrow & Michelle Paradise    |
| Das Portal bringt Burnham und Moll zu einer höherdimensionalen Struktur, wo Burnham Moll nach einem Kampf davon überzeugt, zusammenzuarbeiten. Book und Culber halten das Portal mit dem Traktorstrahl eines Shuttles auf, indem sie das Wissen nutzen, das Culber von Jinaal geerbt hat. Saru überzeugt Tahal, sich fernzuhalten, obwohl sie ein getarntes Aufklärungsschiff zur Untersuchung schickt. Burnham verschafft sich Zugang zu der Technologie und verbindet sich mit dem Bewusstsein eines Progenitors, der ihr erklärt, dass es ihr freisteht, die Technologie zu benutzen, dass sie aber L'ak nicht wieder zum Leben erwecken kann. Burnham verlässt mit Moll das Portal, während die Crew der Discovery ihr einzigartiges, auf Sporen basierendes Antriebssystem nutzt, um den Breen-Dreadnought und Tahals Aufklärungsschiff an den Rand der Galaxie zu schicken. Burnham beschließt, dass niemand die Technologie der Progenitoren kontrollieren sollte und transferiert das Portal hinter den Ereignishorizont eines der schwarzen Löcher. Wochen später nimmt die Besatzung an der Hochzeit von Saru und T'Rina teil, wo Burnham und Book ihre Liebe zueinander bekräftigen und einen neuen Auftrag von Kovich annehmen, der sich als der zeitreisende Agent Daniels entpuppt; er will auch Moll einen Job anbieten. Jahre später haben Burnham und Book einen Sohn, Leto, der ein neuer Sternenflotten-Captain ist. Burnham, jetzt Admiral, bringt die Discovery, die ihr Aussehen aus dem 23. Jahrhundert wiedererlangt hat, an einen bestimmten Ort, wo ihr empfindungsfähiger Computer Zora im Rahmen einer neuen Mission der Roten Direktive lange Zeit warten wird. |           |                           |                      |                          |                                                |                       |                                    |